# Humanisterna & Samhällsvetarna (Kårparti)
Humanisterna & Samhällsvetarna (HumSam) var ett kårparti vid Stockholms universitet. I valet till Stockholms Universitets Studentkårs fullmäktige år 2011 fick partiet 227 röster av de 2179 röstande, vilket innebär att partiet blev kårens 4:e största parti, och fick fem mandat. 
Partiet bildades inför kårvalet 1994 och hette då "Humanistiska studenter". några år senare antogs namnet "Humanisterna", och riktades sig främst mot studenter vid Humanistiska fakulteten. Sedan slutet av 2000-talets första decennium hade partiet sitt nuvarande namn och arbetar kårfackligt för att förbättra studiesituationen för humaniorastudenter och samhällsvetare.   
I samband med valet till 2014 års kårfullmäktige gick partiet ihop med de andra ämnesfackliga partierna vid lärosätet och bildade partiet Studentpartiet.  